# Mühlbach (Selz)
Der Mühlbach, auch Mühlgraben genannt, ist ein 9,4 km langer, orografisch linker Quellbach der Selz in Rheinland-Pfalz, Deutschland.

## Namen
Der Mühlbach wird manchmal auch als Saulheimer Bach bezeichnet. Während die ansässigen Gemeinden ihn als Mühlbach bezeichnen, wird er in Kartenmaterial, auch vom Land Rheinland-Pfalz, ab dem Zusammenfluss mit dem Etzborner Bach kurz vor Saulheim, oftmals als Saulheimer Bach bezeichnet. Obwohl der Etzborner Bach seit vielen Jahren kein Wasser mehr führt und keine Quelle besitzt, wird er auf dem Kartenmaterial weiterhin als Saulheimer Bach mitsamt dessen Quelle geführt.

## Verlauf
Die Quelle des Mühlbaches befindet sich südlich von Wörrstadt auf einer Höhe von etwa 212 m ü. NN. Die Quelle liegt unterirdisch, der Austrittspunkt des Mühlbachs befindet sich am Neunröhrenbrunnen im Süden von Wörrstadt (49.838343°N, 8.116839°O). Der Mühlbach entspringt somit an der Flanke eines Höhenrückens im Rheinhessischen Tafel- und Hügelland. Der Bach fließt in nordöstliche Richtung, seiner Hauptfließrichtung, welche er im Wesentlichen bis zur Mündung beibehält. Vom Neunröhrenbrunnen verläuft er eine Weile verrohrt weiter und tritt im nördlichen Teil von Wörrstadt erneut aus. Von hier an verläuft er oberirdisch durch eine Schrebergartensiedlung und unterquert in einem weiteren kurzen, unterirdischen Abschnitt, die Gleisanlagen der Bahnstrecke Alzey–Mainz, bis er im Neubaugebiet „Hinter der Bahn“ wieder an die Oberfläche taucht und parallel zur Ober-Saulheimer-Straße verläuft.

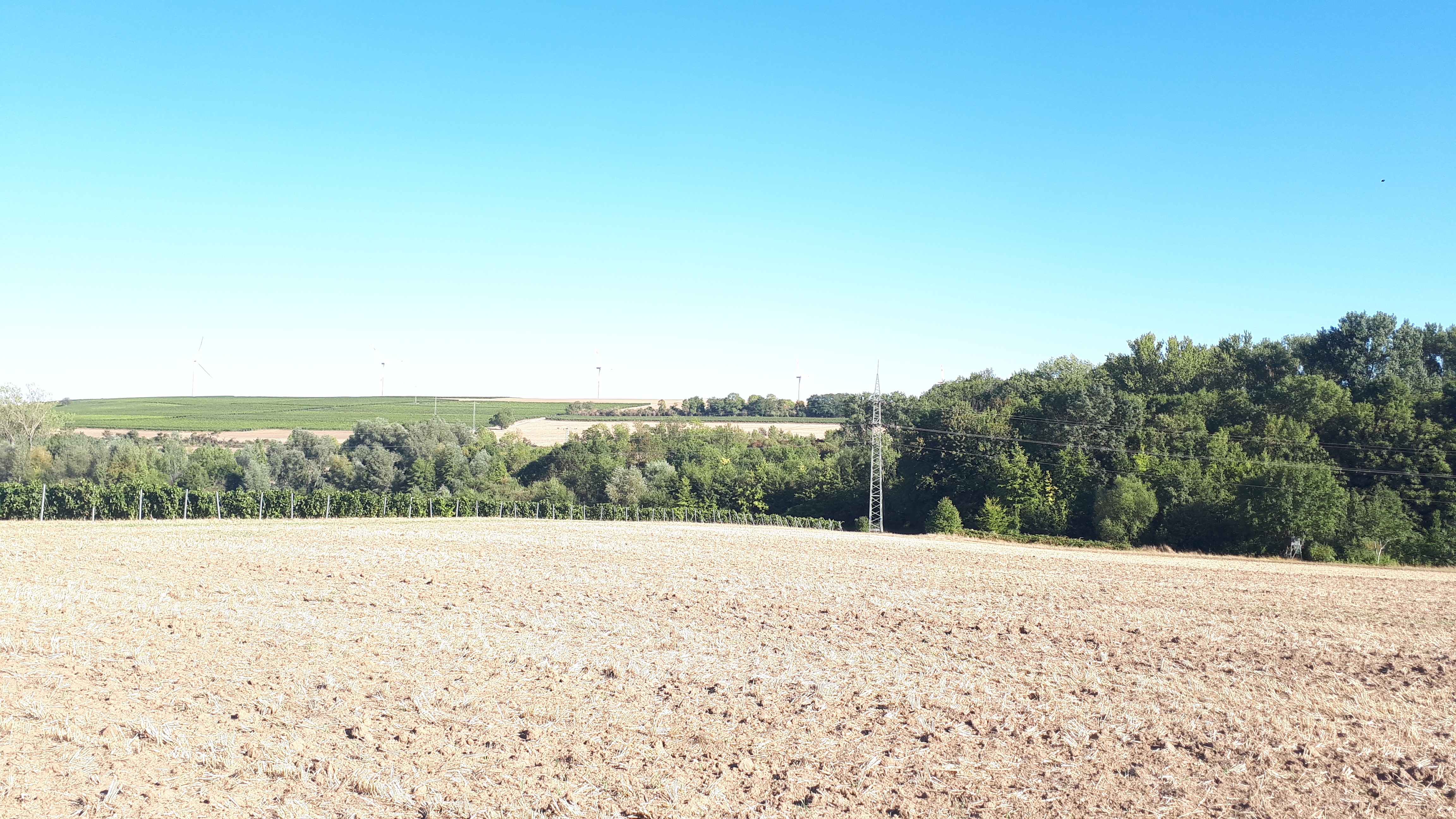
Bruchwald der Mühlbachaue bei Wörrstadt. Erkennbar im linken Teil des Bildes ist der Verlauf des Mühlbachs Richtung Saulheim.

Zwischen Wörrstadt und Saulheim fließt er durch ein Renaturierungsgebiet mit Bruchwäldern, Teichen und Wiesen. Im weiteren Verlauf fließt der Mühlbach in Saulheim durch die ebenfalls renaturierte Mühlbachaue und den Bürgerpark, teilweise kanalisiert durch Nieder-Saulheim und wechselt vom Landkreis Alzey-Worms in den Landkreis Mainz-Bingen. Auf der Gemarkung von Nieder-Olm unterquert der Bach bei der Eulenmühle die Autobahn 63 und mündet dann kurz vor dem südwestlichen Rand der Wohnbebauung von Nieder-Olm auf 118 m ü. NHN linksseitig in die Selz. Mit einem Einzugsgebiet von 23,7 km² ist der Mühlbach das zweitgrößte Nebengewässer der Selz. In den Mühlgraben münden unter anderem Destergraben und Pfeilergraben.

## Natur und Umwelt

### Renaturierung

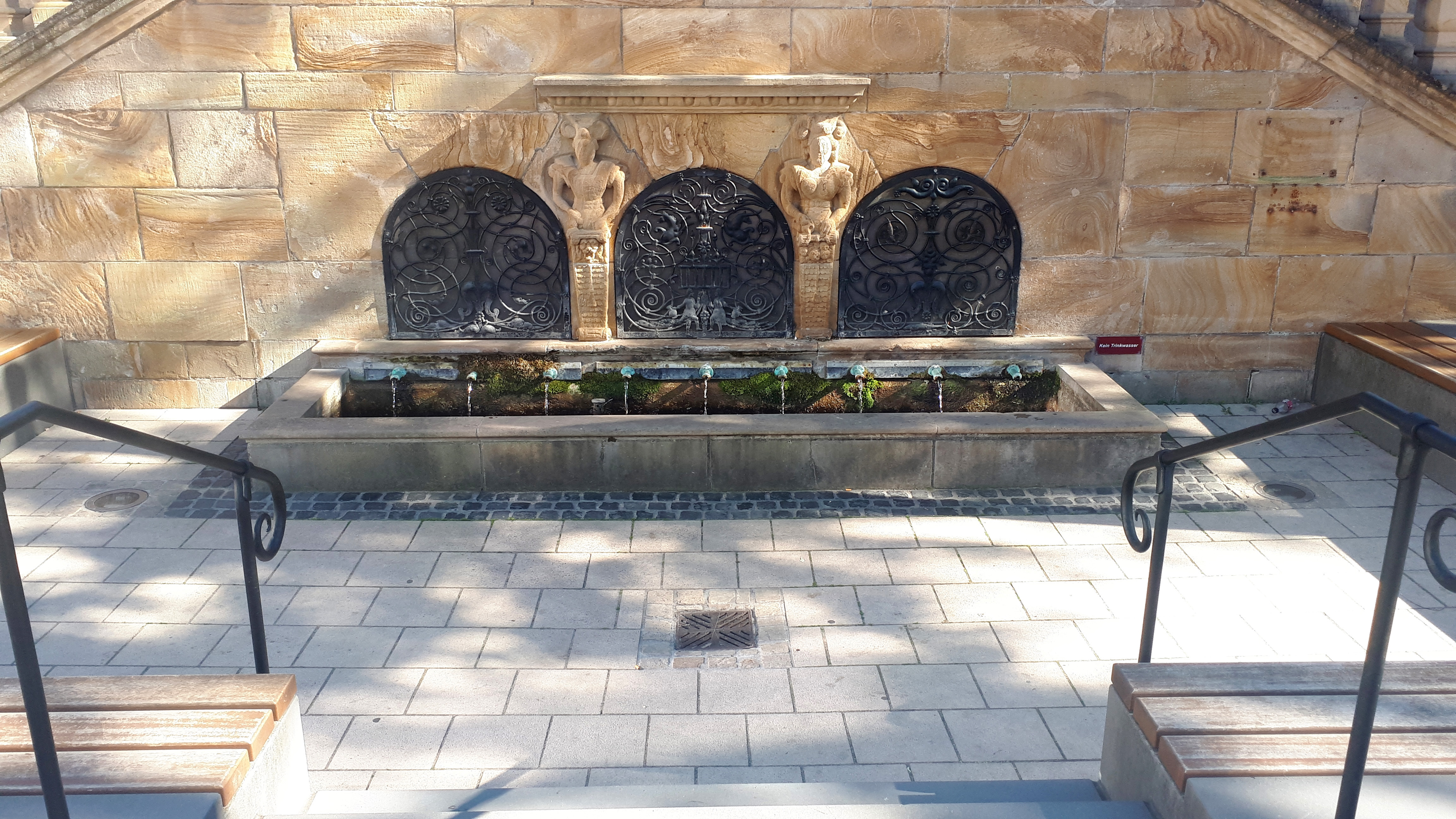
Der Neunröhrenbrunnen in Wörrstadt, Austrittsstelle des Mühlbachs.

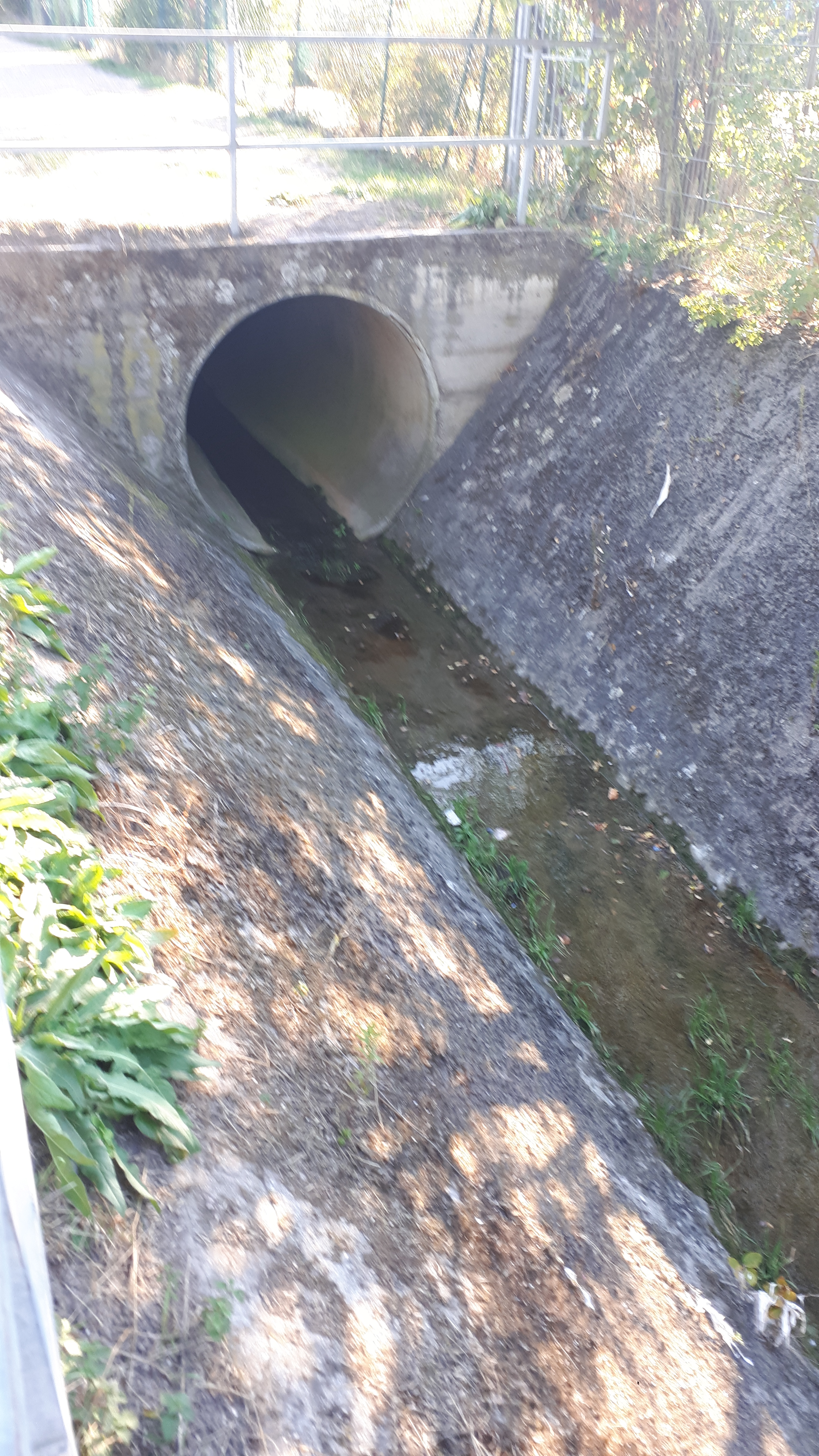
Dieser zweite Austritt des Mühlbachs in einer Kleingartensiedlung wird auf dem Kartenmaterial vom Land Rheinland-Pfalz als Beginn des Mühlbachs dargestellt. Zuvor verläuft der Bach ab dem Neunröhrenbrunnen unterirdisch.

Seit 2004 fand eine Renaturierung verschiedener Abschnitte des Mühlbaches statt. 2004 wurde der erste Bauabschnitt fertiggestellt. Am 21. Juli 2007 wurde der auf einer Länge von rund 1,4 km neu renaturierte Bauabschnitt des Mühlbaches zwischen den Ortslagen Wörrstadt und Saulheim offiziell eingeweiht. Geplant und umgesetzt wurde die Umgestaltung des Mühlbachs durch Ralf Wester vom Ingenieurbüro „renatur“ aus Saulheim. Anlass der Planung war zunächst die Entschärfung der Abfluss-Situation am Mühlbach nach Starkregenereignissen, bei denen die Wassermassen aus Regen- und Mischwasser mit großer Geschwindigkeit durch die Ackerflächen und die Ortslage von Saulheim flossen. Darüber hinaus sollten naturnahe Gewässerstrukturen hergestellt und entwickelt werden. Um die Voraussetzungen für die Renaturierung und Wasserrückhaltung zu schaffen, erwarben die Verbandsgemeinde und die Ortsgemeinde Wörrstadt die Ackerflächen beidseitig des Mühlbaches. Dies geschah mit Unterstützung des Landes, das im Rahmen der Umsetzung der Wasserrahmenrichtlinie der Europäischen Union bis zu 90 % der Finanzierung trägt, und mit bodenordnerischer Hilfe durch das Dienstleistungszentrum für den Ländlichen Raum in Bad Kreuznach. Außerdem war als Voraussetzung für die rund 500.000 € teure Maßnahme die Verlegung des Verbindungssammlers erforderlich, die in Kooperation mit den Verbandsgemeindewerken erfolgte. Auch nach diesen ersten Maßnahmen wurde die Renaturierung des Mühlbaches weitergeführt. So wurde beispielsweise die Mühlbachaue und der Bürgerpark im Juli 2018 im Rahmen eines Kooperationsprojektes der Verbandsgemeinde Wörrstadt und Ortsgemeinde Saulheim mit Wegen ausgestattet.

### Ökologie
Im Mühlbach leben neben verschiedenen Wasserinsekten und Kleinkrebsen auch Wasserfrösche und Flusskrebse. Gesäumt wird der Bach an vielen Stellen von Erlen, Pappeln und Silber-Weide.
Das Einzugsgebiet des Mühlbaches ist durch warmtrockenes Klima mit geringen Jahresniederschlägen um 500 mm gekennzeichnet. Die mittlere Wasserführung des Gewässers ist daher eher gering und es kann bei geringen Niederschlägen und anhaltender Trockenheit trockenfallen. Das abflussschwache Gewässer nimmt bei stärkerem Niederschlag auch Mischwasser aus Regenüberläufen der Ortskanalisation auf. Durch die Modernisierung der Anlagen ist die punktuelle Einleitung der schädlichen Nährstoffe Phosphor und Stickstoff insgesamt auf ein verträgliches Minimum reduziert.

## Historie
Zwischen 2500 und 1600 vor Christus lebten Menschen am Mühlbach und auch die Römer siedelten dort.